# Eupterote crinita
Eupterote crinita är en fjärilsart som beskrevs av Swinhoe 1899. Eupterote crinita ingår i släktet Eupterote och familjen Eupterotidae. Inga underarter finns listade i Catalogue of Life.